# Trididemnum miniatum
Trididemnum miniatum is een zakpijpensoort uit de familie van de Didemnidae. De wetenschappelijke naam van de soort is voor het eerst geldig gepubliceerd in 1977 door Kott.